# Бойдуник Осип
О́сип Бойду́ник (псевдо Боярський П. К.; 8 грудня 1895, Долина, Австро-Угорщина — 7 квітня 1966, Мюнхен, ФРН) — український публіцист, громадський, політичний діяч, Старшина УГА й Армії УНР. Почесний громадянин Долини. Член УВО, співзасновник ОУН. Входив до складу Сенату УВО-ОУН, та ПУН. Після розколу ОУН в 1940 році залишився на стороні Голови ПУН полковника А.Мельника.
Відповідно до українського законодавства є борцем за незалежність України у XX сторіччі.

## Життєпис
Народився 8 грудня 1895 року в місті Долині в Галичині нині Івано-Франківська область, Україна (тоді Долинський повіт, Королівство Галичини та Володимирії, Австро-Угорська імперія). В дитинстві та юності отримав належне національне виховання, добре знав про поневолений стан українського народу. Після початку Першої світової війни у 1914 році був призваний на службу до Австро-угорської армії.

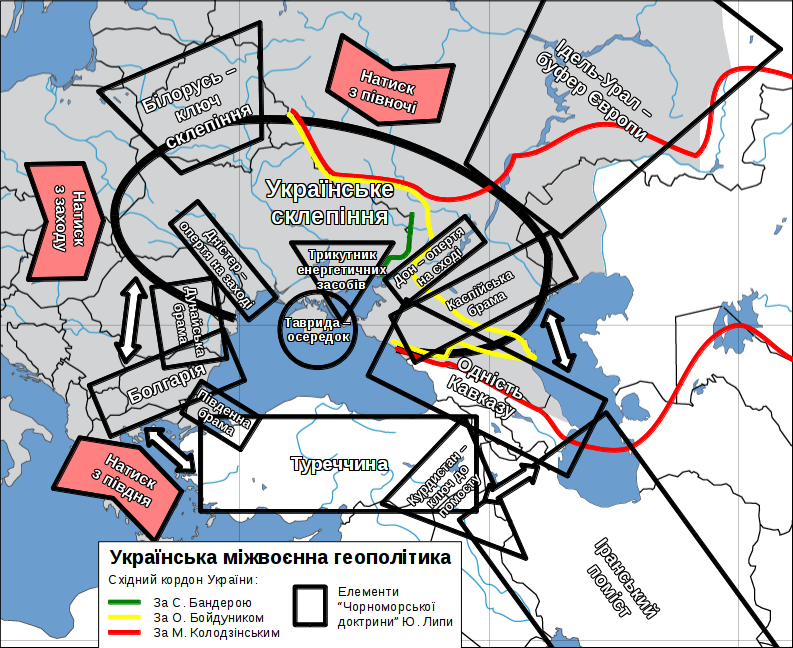
Східний кордон України за статтею «Соборність України та її східні кордони» О. Бойдуника (позначений жовтим)

Хорунжий УГА. З 1920-го — член УВО, організаційний референт повітової команди УВО Долинщини. У середині 1920-х років Бойдуник став членом Групи української національної молоді (ГУНМ), а у 1926—1929 роках був головою цієї організації. З 1925 року Бойдуник був членом редакційної колегії часопису ГУНМ «Національна думка» (виходив з 1924 року до січня 1928 року). Саме на основі часопису «Національна думка» у 1928 році було створено офіційний друкований орган Проводу українських націоналістів — часопис «Розбудова нації». Закінчив Вищу торгову школу в Празі у 1929 році.
Як член ГУНМ, Бойдуник 8—9 квітня 1928 року брав участь у Другій конференції українських націоналістів в Празі. Ця конференція прийняла остаточне рішення про створення на базі різних українських націоналістичних організацій єдиної політичної партії.

Перший Конґрес Українських Націоналістів у Відні, 1929 рік. Сидять зліва направо 1 ряд: Юліан Вассиян, Дмитро Андрієвський, Микола Капустянський, Євген Коновалець, Микола Сціборський, Яків Моралевич, Володимир Мартинець, Микола Вікул. Стоять зліва направо 2 ряд: Іван Малько, Осип Бойдуник, Максим Загривний, Євген Зиблікевич, Петро Кожевників, Дмитро Демчук, Леонід Костарів, Олесь Бабій, Ріко Ярий, Михайло Антоненко, Зенон Пеленський. Стоять зліва направо 3 ряд : Юрій Руденко, Ярослав Барановський, Степан Охримович, Степан Ленкавський, Андрій Федина, Ярослав Герасимович, Теофіл Пасічник-Тарнавський, Олександр Згорлякевич

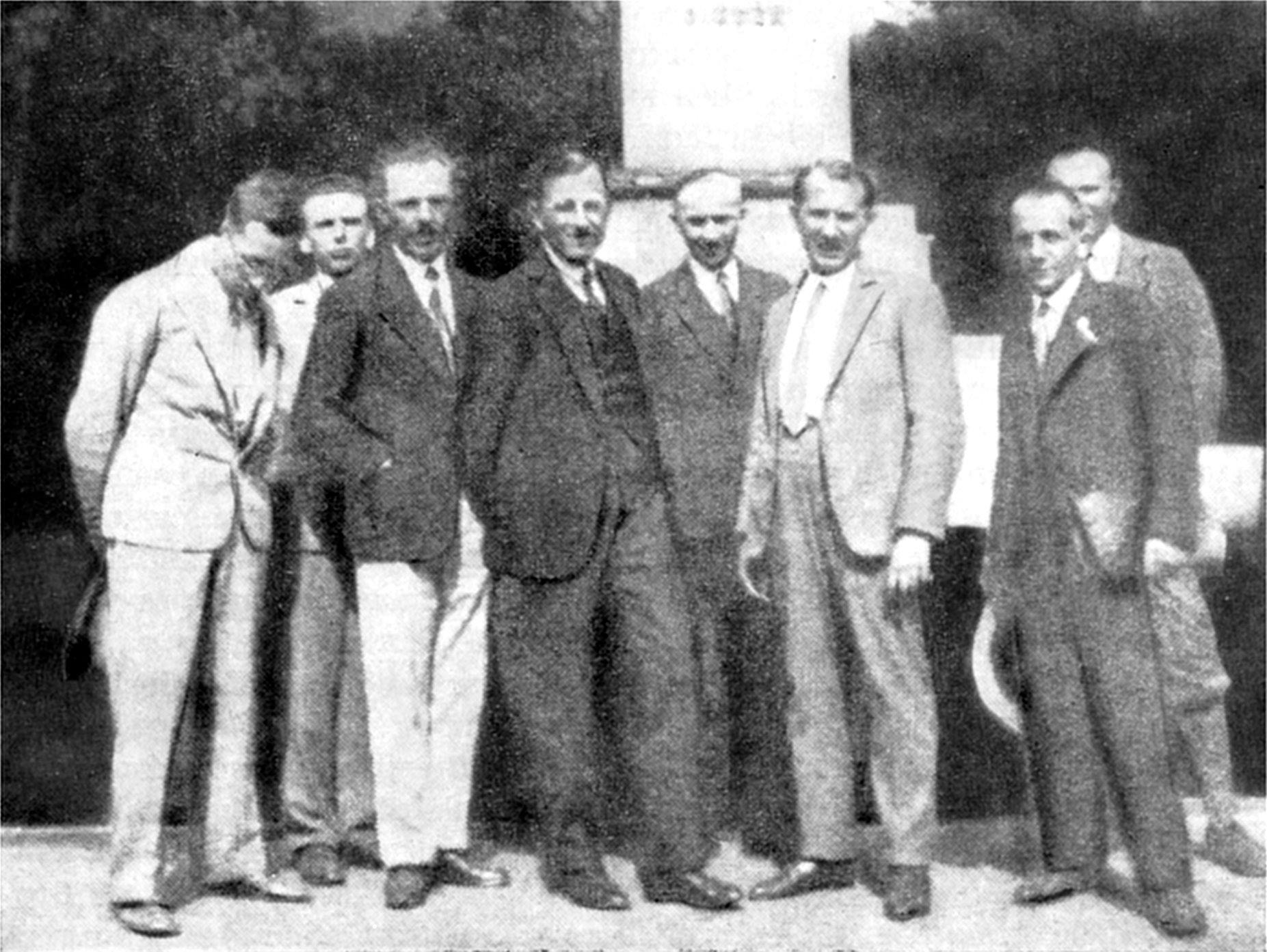
Нарада у Празі, червень 1930. Зліва направо: Зенон Пеленський, Осип Бойдуник, Осип Рев'юк, Юліан Головінський, Омелян Сеник, Євген Коновалець, Леонід Костарів, Зиновій Книш

28 січня — 3 лютого 1929 року Бойдуник брав участь у роботі Першого конгресу українських націоналістів у Відні. Обраний членом Крайової екзекутиви на західноукраїнських землях 1930—1931 років, співредактор тижневиків «Голос нації» та «Голос».
З осені 1930 року повернувся в Галичину та став членом Сенану УВО-ОУН, 9 листопада 1931 року заарештований польською поліцією та засуджений на «процесі конгресівців» у Львові (5—9 вересня 1932 року, зокрема, разом з Олесем Бабієм, Євгеном Зиблікевичем, Степаном Ленкавським, Зеноном Пеленським, Юліяном Вассияном) до 4 років ув'язнення. Вийшов на волю у січні 1936.
Головний контрольний ОУН (до 1940 року), член Проводу українських націоналістів, за дорученням якого влітку 1941 року подався до Києва організовувати Українську Національну Раду. Керівник організаційного відділу УЦК (голова — Володимир Кубійович). У 1944 році був ув'язнений гестапо й утримувався в концентраційному таборі Брец.
Після поразки Німеччини у Другій світовій війні Бойдуник залишився проживати в Західній Німеччині. На еміграції член Української національної ради і з 1954 року — її голова. Учасник усіх Великих зборів Організації Українських Націоналістів, які відбулися за його життя.
Автор праць «Національний солідаризм» (1946), «Українська внутрішня політика», «Сучасний стан визвольної політики».
Помер 7 квітня 1966 року в Німеччині, похований у Мюнхені на цвинтарі Вальдфрідгоф. Перепохований 22 січня 2010 року на Личаківському цвинтарі у Львові.

## Доробок
- Бойдуник О. На переломі (спогади): Націоналістичне видавництво в Европі. — Париж, 1967. — 155 с.

## Вшанування пам'яті
- У 2017 році за матеріалами досліджень Національного архіву Чеської Республіки, Національної бібліотеки Чеської Республіки та Сімейного архіву родини Бойдуників ім. Дарії Попович (Бойдуник) вперше в Україні під упорядкуванням Олега Павліва вийшла чесько-українська книга "Зродився він Великої години", присвячена життю й діяльності Осипа Бойдуника[7].
- В 2020 році Міжнародний незалежний чесько-український літературний часопис "Мандрівник" (Том 5) присвячений 125-річчю від дня народження Осипа Бойдуника.